# Veronica Grosu
Veronica Grosu (n. 4 noiembrie 1969) este un politician român, aleasă în 2024 deputat din partea partidului Alianța pentru Unirea Românilor (AUR).

## Carieră politică (2024–prezent)
În urma alegerilor parlamentare din 2024 pe 1 decembrie, Grosu a fost aleasă membru al Camerei Deputaților, în circumscripția nr. 35 Suceava, preluând mandatul pe 21 decembrie. Ca deputat este membru al Comisiei pentru buget, finanțe și bănci, precum și Comisia pentru învățământ. În plus, Grosu face parte din grupurile parlamentare de prietenie pentru Slovacia, Cehia și Slovenia.